# Rodehond
Rodehond of rubella is een meestal onschuldige virale kinderziekte die door het rubellavirus wordt veroorzaakt. Ze kenmerkt zich na een incubatietijd van 14 tot 21 dagen door opgezette lymfeknopen achter de oren, gevolgd door huiduitslag met rode vlekjes. Deze uitslag begint op het gezicht en in de hals, waarna hij zich tot op de romp en ledematen verspreidt. Tevens doen zich koorts, oogbindvliesontsteking en gewrichtsklachten voor. Over het algemeen worden geïnfecteerde mensen nauwelijks ziek en is de ziekte snel over.
De kans op complicaties of een ernstig verloop is zeer klein. Niettemin wordt in Nederland van rijkswege iedereen tegen rubella ingeënt, omdat het doormaken van de ziekte in het begin van de zwangerschap tot ernstige aangeboren afwijkingen van de vrucht kan leiden:
- oogafwijkingen zoals grijze staar en glaucoom, die resulteren in verminderd gezichtsvermogen of blindheid;
- verlies van het gehoor (doofheid), als gevolg van beschadiging van de gehoorzenuw;
- hartafwijkingen (open ductus arteriosus en vernauwing van de longslagader).

Het bekendste voorbeeld van dergelijke complicaties in Nederland betreft prinses Christina, die een oogafwijking opliep doordat haar moeder, prinses Juliana, tijdens de zwangerschap met het virus besmet raakte.
Om aangeboren afwijkingen te voorkomen werden in Nederland sinds 1974 meisjes in hun elfde levensjaar tegen rodehond ingeënt. Vrouwen die een kinderwens hadden en nog niet waren ingeënt kregen de mogelijkheid zich te laten vaccineren.
Met deze maatregelen werd rodehond echter niet geheel uitgeroeid in Nederland. Dit komt doordat er mensen zijn die na vaccinatie nog geen antistoffen maken en dus niet beschermd zijn (non-responders). Verder missen sommige meisjes de vaccinatie en jongens werden niet gevaccineerd. Hierdoor bleven er zoveel niet-immune mensen in de bevolking bestaan dat het optreden van rodehond-epidemie mogelijk bleef. Daarom worden sinds 1987 in Nederland alle kinderen, jongens en meisjes, al als baby gevaccineerd. Hiermee is het percentage niet-vatbare personen in de populatie zo hoog geworden dat het virus zich niet meer kan handhaven en ook de weinige niet-beschermde individuen dus profiteren van de groepsimmuniteit.
Rond de jaarwisseling 2004-2005 trad in de Nederlandse Bijbelgordel, waar relatief veel mensen wonen die zich uit religieuze motieven niet laten inenten, een dergelijk epidemie op met minstens 128 serologisch bevestigde gevallen. Meer dan 90% van hen (118) was om religieuze redenen niet gevaccineerd. Geen van de bevestigde gevallen was wel gevaccineerd. Het werkelijke aantal zal vele malen hoger gelegen hebben, aangezien er vaak geen serologisch onderzoek wordt verricht en de ziekte vaak ook onopgemerkt verloopt. Naderhand berichtte het RIVM dat er tot juli 2005 29 bevestigde gevallen bij zwangeren waren gemeld met minstens 1 geval van congenitaal rubellasyndroom als resultaat.

## Behandeling van patiënten van wie de moeder tijdens de zwangerschap besmet raakte
Er zijn mogelijkheden voor de jonge kinderen:
- De aangeboren oogafwijking kan soms worden verholpen met een staaroperatie.
- De aangeboren slechthorendheid kan worden behandeld met hoortoestellen, maar aangeboren doofheid kan niet worden behandeld met een cochleair implantaat, omdat de gehoorzenuw niet voldoende ontwikkeld is.
- De aangeboren hartafwijking kan soms worden gecorrigeerd met een hartoperatie.